# فرانکا گونلا
فرانکا گونلا (ایتالیایی: Franca Gonella؛ زادهٔ ۱ مارس ۱۹۷۴) بازیگر اهل ایتالیا است.

## گزیدهٔ نقش‌آفرینی‌ها
- دختردایی‌های من (۱۹۷۸)
- دیو و دلبر (۱۹۷۷)
- سه رفیق (۱۹۷۵)
- دوشیزه‌ای در خانواده (۱۹۷۵)
- دختر روستایی زیبا (۱۹۷۵)
- دختر اهل بولونیا (۱۹۷۵)
- زلدا (۱۹۷۴)
- رازگشایی‌های یک روان‌پزشک در مورد دنیای انحرافات جنسی (۱۹۷۳)
- ... و فقط پیترو آرتینو نجات پیدا کرد، با یک دست در جلو و دست دیگر پشت… (۱۹۷۲)
- آرتینو و استدلال‌هایش در مورد روسپی‌های درباری، زنان شوهردار و… مردان بی‌غیرت (۱۹۷۲)